# Saint-Dionizy
Saint-Dionizy là một xã ở tỉnh Gard. Xã này có diện tích 3,42 km², dân số năm 1999 là 885 người. Khu vực này có độ cao trung bình 70 mét trên mực nước biển.